# Сијазански рејон
Сијазански рејон (азер. Siyəzən rayonu), једна је од 78 административно-територијалних јединица Азербејџана. Налази се у североисточном делу земље, у пределу познатом као Куба-Хачмашки регион. Административни центар рејона се налази у граду Сијазану. 
Сијазански рејон обухвата површину од 700 km² и има 38.400 становника (подаци из 2011). 
Административно, рејон се даље дели у 14 мањих општина.